# کروترام
کروترام (انگلیسی: Crotram) شرکت ترابری کروات است، که در سال ۱۹۹۴ تأسیس شد.